# Kuršėnai
Kuršėnai  escoltar (?·pàg.) és la ciutat vint-i-cinquena més gran de Lituània. Segons el cens de 2001, tenia 14.197 habitants.

## Personatges famosos
- Stasys Raštikis, general de l'exèrcit de Lituània.
- Donald Kagan, professor de Yale Classics.

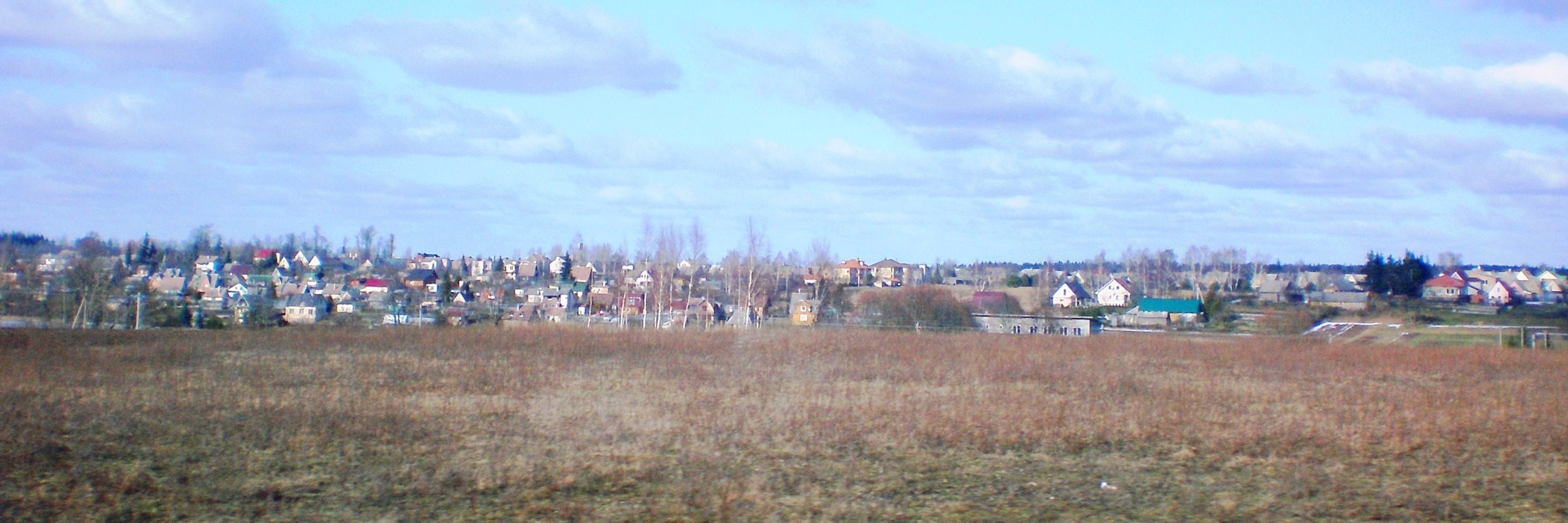
Vista general de la ciutat

## Ciutat agermanada
- Älmhult, Suècia